# Chelja del sud oranès i de Figuig
El chelja del sud oranès i de Figuig (Figig) és un continu dialectal de les llengües zenetes, que pertany a la branca amaziga de la família de les llengües afroasiàtiques. Es parla en una sèrie d'oasi del sud-oest d'Algèria i a la frontera amb el Marroc. Aquestes àrees inclouen la major part dels ksour entre Mecheria i Béni Abbès: Tiout, Ain Sfisifa, Boussemghoun, Moghrar, Chellala, Asla, Fendi, Mougheul, Lahmar, Boukais, Sfissifa, Ouakda, Barrbi vora Taghit, Igli, Mazzer a Algèria, Iche, Ain Chair, i els set ksour de Figuig (Ait Wadday, Ait Amar, Ait Lamiz, Ait Sliman, Ait Anaj, Ait Addi i Iznayen) al Marroc.
D'aquestes viles, l'única on s'ha estudiat el dialecte en detall és Figuig (Kossmann 1997). Un estudi superficial dels dialectes del nord, incloent textos i vocabulari, és el de Basset (1885), mentre que un esbós de gramàtica del seu membre més meridional, Igli, és proporcionat per Kossmann (2010).
Igual que a moltes altres varietats amazigues, els dialectes amazics de Figuig utilitzen la negació verbal bipartida. El negador preverbal és ul (localment un, il); el negador postverbal és ša (Igli, Mazzer) / šay (Figuig, Iche, Moghrar) / iš (Boussemghoun, Ain Chair), amb els dos últims apareixent com a al·lomorfs a Tiout. Els numerals 1–2 són amazics, mentre que els nombres més alts són manllevats de l'àrab.